# Guilherme I de Tolosa
Guilherme I de Tolosa, também Guilherme de Orange, Guilherme de Aquitânia ou Guilherme de Gellone (c. 755 - 28 de maio de 812 ou 28 de maio de 814) foi o segundo conde de Tolosa de 790 a 806. Seu nome em occitano é Guilhem, e é conhecido em francês como Guillaume d'Orange.

## Biografia
Guilherme nasceu no norte da atual França e era primo do rei franco Carlos Magno, uma vez que sua mãe, Auda, era provavelmente filha de Carlos Martel. Seu pai foi Teodorico I, conde de Autun. Guilherme passou a juventude na corte de Carlos Magno, e em 790 foi feito conde de Tolosa.
À frente do condado, Guilherme enfrentou os vascões e os mouros que à época dominavam a maior parte da Península Ibérica. Apesar de haver perdido uma batalha em 793 junto ao rio Orbieu, perto de Narbona, sua resistência fez com que os muçulmanos se retirassem de volta à Península Ibérica. Na ofensiva que se seguiu, Guilherme conquistou uma marca de fronteira na Península, tomando Barcelona em 803. Seu filho Bera foi o primeiro conde de Barcelona.
Em 804, Guilherme fundou um monastério em Gellone, atual Saint-Guilhem-le-Désert, que colocou sob o controle de Bento de Aniane. Retirou-se a esse monastério em 806 e levou uma vida religiosa até sua morte em 28 de maio de 812 (ou 814). Foi canonizado em 1066 como São Guilherme.

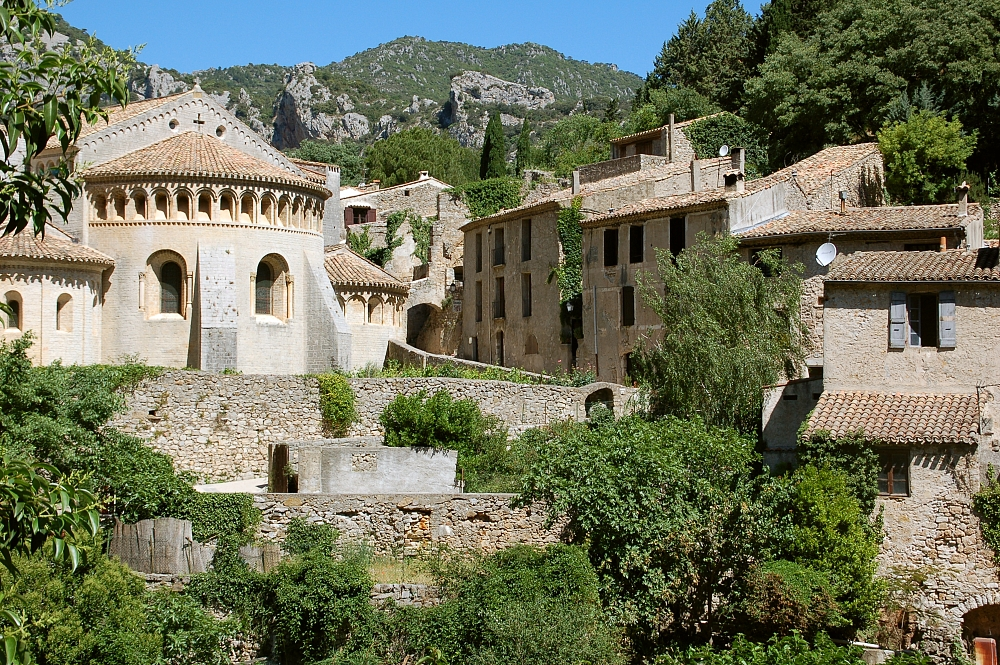
Vista de Saint-Guilhem-le-Désert e da abadia fundada originalmente por Guilherme em 804 (atualmente um reconstrução românica)

## Lenda
A partir do século XII, Guilherme - sob o nome de Guilherme de Orange - foi um personagem constante das canções de gesta francesas, nas quais aparece lutando contra os muçulmanos e defendendo a Cristandade. Apesar de muitos episódios dos poemas estarem inspirados em fatos reais, estes são em sua maioria derivados de lendas e da imaginação dos poetas medievais. Os vários poemas ao redor dos feitos de Guilherme são agrupados pelos estudiosos num ciclo literário chamado Ciclo de Guilherme de Orange ou também Ciclo de Garin de Monglane. Garin de Monglane é um antepassado lendário de Guilherme.

## Relações familiares
Foi filho de Teodorico I de Autun, conde de Autun e de Aude de França, filha de Carlos Martel mordomo do palácio e duque dos Francos e de Suanailda da Baviera. Foi casado por duas vezes, a primeira com Cunegonda da Austrásia (c. 770 - 795) e a segunda com Guitberga de Hornbach (c. 765 - 785)
Do primeiro casamento teve
1. Helmburgis (? - antes de 824) ;
2. Bera de Barcelona (? - 844) foi o 1.º conde de Barcelona e marquês de Gótia. A paternidade de Bera também é indicado no Europäische Stammtafeln, Vol. III [12]. Casou com Romilla, cerca 813, porque nesse ano são marido e mulher, de acordo com o documento n.º 23-XVII de "Histoire générale de Languedoc",
3. Guitcário de Barcelona (? - antes de 824), com o nome no documento de fundação da Abadia de Saint-Guilhem-le-Desert, em dezembro de 804,
4. Idelmo de Barcelona (? - antes de 824), com o nome no documento de fundação da Abadia de Saint-Guilhem-le-Desert, em dezembro de 804,
5. Heriberto de Barcelona (c. 785 - 843), citado por sua neta Duoda de Agen, no seu livro, de acordo com Eginhardo era senhor de Tortosa, após a captura da cidade, em 809 foi um dos Missi Dominici de Carlos Magno, em 812. Ainda de acordo com Eginhardo foi enviado para sufocar uma rebelião criado pelo seu primo Hodo. Capturado, em 830, na Itália por Lotário I, filho de Luís, o Pio, de acordo com o Annales Bertiniani, foi cegado por ordem do mesmo Lotário e exilado com seu primo Hodo.
6. Helimbruco de Barcelona (? - antes de 824), com o nome no documento de fundação da Abadia de Saint-Guilhem-le-Desert, em dezembro de 804,
7. Bernardo de Septimânia (795 – 844), nomeado no documento de fundação da Abadia de Saint-Guilhem-le-Desert, em dezembro de 804 (794 - 844), Conde de Barcelona, Duque de Septimânia e Conde de Toulouse, que foi decapitado por ordem de Carlos, o Calvo[4][5][6].
8. Gerberga de Barcelona (? - 834), citado por sua sobrinha Duoda de Agen, no livro que escvreu. foi freira em Chalon-sur-Saône, afogou-se no rio Sona.

Do segundo casamento teve:
1. Gaucelmo de Rossilhão (c. 796 - 834), com o nome no documento de fundação da Abadia de Saint-Guilhem-le-Desert, em dezembro de 804 e citado pela sua neta Duoda de Agen, em seu livro, conde de Rossilhão e Ampúrias e marquês de Gótia e está listado como Earl, um dos Missi Dominici de Luís, o Piedoso, em 834, que foi decapitado por ordem de Lotário I,
2. Teodorico de Barcelona  (? c. 840), citado por sua neta Duoda de Agen, em seu livro, conde de Autun,
3. Guarniero de Barcelona  (? - antes de 843), citado por sua neta Duoda de Agen, em seu livro,
4. Berta de Toulouse casada com Pepino de Itália (entre 773 e 775 - 8 de julho de 810)[7],
5. Rotilda de Barcelona  (? - antes de 843), citada pela sua sobrinha Duoda de Agen, no seu livro. Casou com Vala de Corbie (c. 755 - 31 de agosto de 836).